# Alberto Dainese
Alberto Dainese (født 25. marts 1998 i Abano Terme) er en cykelrytter fra Italien, der er på kontrakt hos Tudor Pro Cycling Team.